# Ангелос Харистеас
Ангелос Харистеас (грч. Άγγελος Χαριστέας; Сер, 9. фебруар 1980) бивши је грчки фудбалер, који је играо на позицији нападача.

## Клупска каријера
Фудбалску каријеру је почео у аматерском клубу у родном граду. Године 1997. потписао је свој први професионални уговор са екипом Ариса. Две године касније дебитовао је у европском такмичењу. У лето 2002. прелази у немачки Вердер из Бремена. Године 2004. са тимом је постао шампион Немачке. Следеће године преселио се у амстердамски Ајакс. После промена тренера у клубу прешао је у супарнички Фајенорд, међутим, и ту се није дуго задржао. Дана 6. јула 2007. потписао је уговор са Нирнбергом.
У фебруару 2009, прелази из Нирнберга у Бајер Леверкузен на позајмицу до краја сезоне. У првом мечу постигао је један гол, али је Бајер поражен од Штутгарта 2:4. На крају сезоне се вратио у Нирнберг, али му је тренер Дитер Хекинг поручио да више не рачуна на њега.
Дана 17. августа 2010., Харистеас је потписао за француски клуб Арл, али крајем године је раскинут. Након тога Харистеас је изјавио да је долазак у Француску била најгора одлука у његовом животу.
Почетком 2011. потписао је уговор са немачким клубом Шалке 04 до краја сезоне 2010/11. Дана 27. јула 2011. као слободан агент потписао је за Панетоликос на једну годину. Током 2013. године наступао је у Саудијској Арабији за Ал Наср.

## Репрезентација
Од 2001. је играо за сениорску репрезентацију Грчке. Дебитовао је у фебруару 2001. у пријатељској утакмици против Русије (3-3).
Врхунац његове репрезентативне каријере је освајање Европског првенства 2004. Био је један од кључних играча, постигао је одлучујући гол на турниру против Португала. Касније је Харистеас учествовао и на Купу конфедерација 2005. и Европском првенству 2008. Играо је и на Светском првенству 2010. у Јужној Африци на коме Грчка није постигла значајнији резултат.
Укупно је имао 88 репрезентативних наступа и постигао је 25 голова.

## Трофеји
- Бундеслига : 1
  - 2004
- Куп Немачке : 2
  - 2004, 2011
- Куп Холандије : 1
  - 2006
- Европско првенство : 1
  - 2004